# Frances Pellos
Frances Pellos (Francés Pelós en graphie classique) est un mathématicien niçois auteur d'un traité d'arithmétique, Lo Compendion de l'Abaco, imprimé à Turin en 1492 qui est supposé être le premier livre imprimé en occitan.

## Biographie
Nous savons directement de lui uniquement ce qu'il en dit dans son œuvre :
Complida es la opera, ordenada e condida

Per noble Frances Pellos, citadin es de Nisa,

Laqual opera a fach, primo ad laudem del criator

Et ad laudour de la ciutat sobredicha,

Laqual es cap de Terra Nova en Provensa,

Contat es renomat per la terra universsa.

À part l'édition originale, il existe une réédition réalisée par l'érudit, linguiste et écrivain occitan Robert Lafont. Dans son édition, Lafont poursuit par une étude généalogique qui, en s'appuyant sur sa noblesse, le rapprocherait des diverses branches de la famille Pellosio aux armes d'"or à l'ours de sable passant". Il rappelle également que Pellos signifie "poilu, velu" (on écrirait aujourd'hui pelós, en norme classique).
Quelques décennies plus tard, Joan Francés Fulcònis, lui aussi de langue nissarde (il emploie néanmoins uniquement le terme de "provençal") imprima à Lyon un traité d'arithmétique sous le titre de Cisterna Fulconicra. Roger Rocca et Rémy Gastaglia ont démontré dans leur édition critique de Fulcònis que ce dernier donnait des exemples numériques similaires à Pellos qui ne pouvaient pas être dus au hasard. Bien qu'il ne le cite pas, Fulcònis se serait donc inspiré de Pellos.

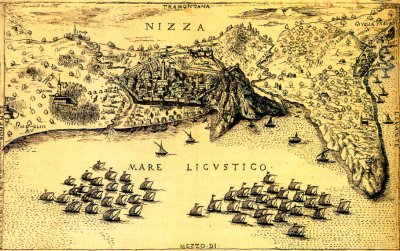
Nice, quelques années après Pellos.
Blason des Pellosio.